# Abtei Montmartre

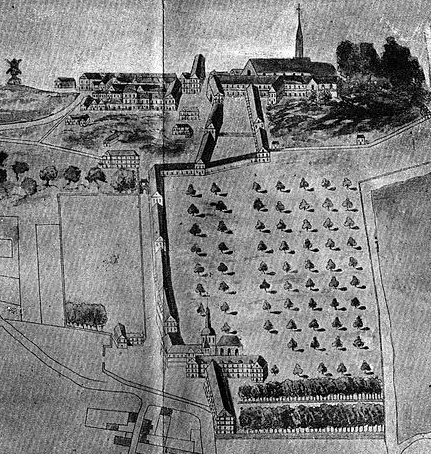
Die Abtei Montmartre Ende des 17. Jahrhunderts, Bulletin de Montmartre, 1897

Die königliche Abtei Notre-Dame de Montmartre ist eine Abtei für Benediktiner-Nonnen, die von König Ludwig VI. 1133/34 anstelle eines Cluniazenser-Priorats gegründet wurde, das zu Saint-Martin-des-Champs, Rue des Moines, in Paris gehörte.

## Lage

### Die Abtei auf dem Montmartre-Hügel (L’Abbaye d’en haut)
Das 1136 gegründete und 1686 verlassene Frauenkloster war ein 13 Hektar großer Komplex östlich, südlich und südwestlich der Kirche Saint-Pierre-de-Montmartre. Ein Teil des Geländes wurde 1635 von der religiösen Gemeinschaft veräußert. Die Place du Tertre und der Abschnitt der heutigen Rue du Mont-Cenis zwischen dem Vorplatz der Kirche Saint-Pierre und der Rue Azaïs (die nacheinander Cour du Pressoir, Rue du Pressoir und Rue Saint-Éleuthère genannt wurde) entstanden auf diesem Gelände.
Der Eingang des Klosters befand sich auf dem Kirchenvorplatz. Die nach einem Brand im Jahr 1559 wieder aufgebauten Klostergebäude umgaben einen Kreuzgang, dessen nördliche Seite an der Kirche entlang bis zur Höhe des Chors reichte. Der Kapitelsaal verlief entlang der Ostseite des Kreuzgangs im rechten Winkel zur Kirche, das Refektorium befand sich an der Südseite, die Schlafsäle und Zellen im Obergeschoss. Eine Tür im Erdgeschoss des Klosters stand mit dem Chor der Kirche in Verbindung und eine weitere Tür im Obergeschoss verband die Schlafsäle mit den Emporen des Kirchenschiffs, die für die Nonnen reserviert waren. Ein rechtwinklig zur Kirche verlaufender Hof war von Gebäuden gesäumt – Wohnungen für Bedienstete, Ställe etc.
Der Komplex umfasste die Lage des Square Nadar, des Reservoirs und der Rue Azaïs bis zum südlichen Teil der Rue Saint-Eleuthère, der ehemaligen Rue de l’Abreuvoir.

### Die Abtei am Fuß des Montmartre-Hügels (L’Abbaye d’en bas)
Die Abtei, die aus einem 1622 errichteten und später erweiterten Priorat hervorging, ersetzte 1686 die verlassene obere Abtei (Abbaye d’en haut), die größtenteils zerstört wurde, mit Ausnahme des Chœur des Dames, einer Apsis und zwei Kapellenkräne (Apsidiolen) am Kopfende der Kirche Saint-Pierre, die für Zeremonien und die Beerdigung der Äbtissinnen genutzt wurde. Der Chœur des Dames, der während der Revolution nicht mehr genutzt wurde, wurde 1794 von einem Turm mit einem Chappe-Telegrafen gekrönt, der ersten von sechzehn Stationen der Linie Paris–Lille. Das Gebäude verschwand 1866. Die Bausubstanz der Abbaye d’en haut wurden zum Teil als Baumaterial für die neue Abtei wiederverwendet.
Der Eingang zur Abtei befand sich östlich der Stelle, an der heute die Place des Abbesses liegt. Der Zugang erfolgte auch über die Rue des Martyrs, die im Westen in einen Weg entlang der Klostermauer überging, wo sich heute die Rue des Abbesses befindet. Die Kirche befand sich an der Stelle, wo die Rue Yvonne-le-Tac die Rue des Martyrs kreuzte. Die Klostergebäude befanden sich im Norden an der Stelle der Rue des Martyrs und der Kreuzung mit der Rue La Vieuville. Die Gärten der Abtei erstreckten sich bis zum heutigen Marché Saint-Pierre im Osten.

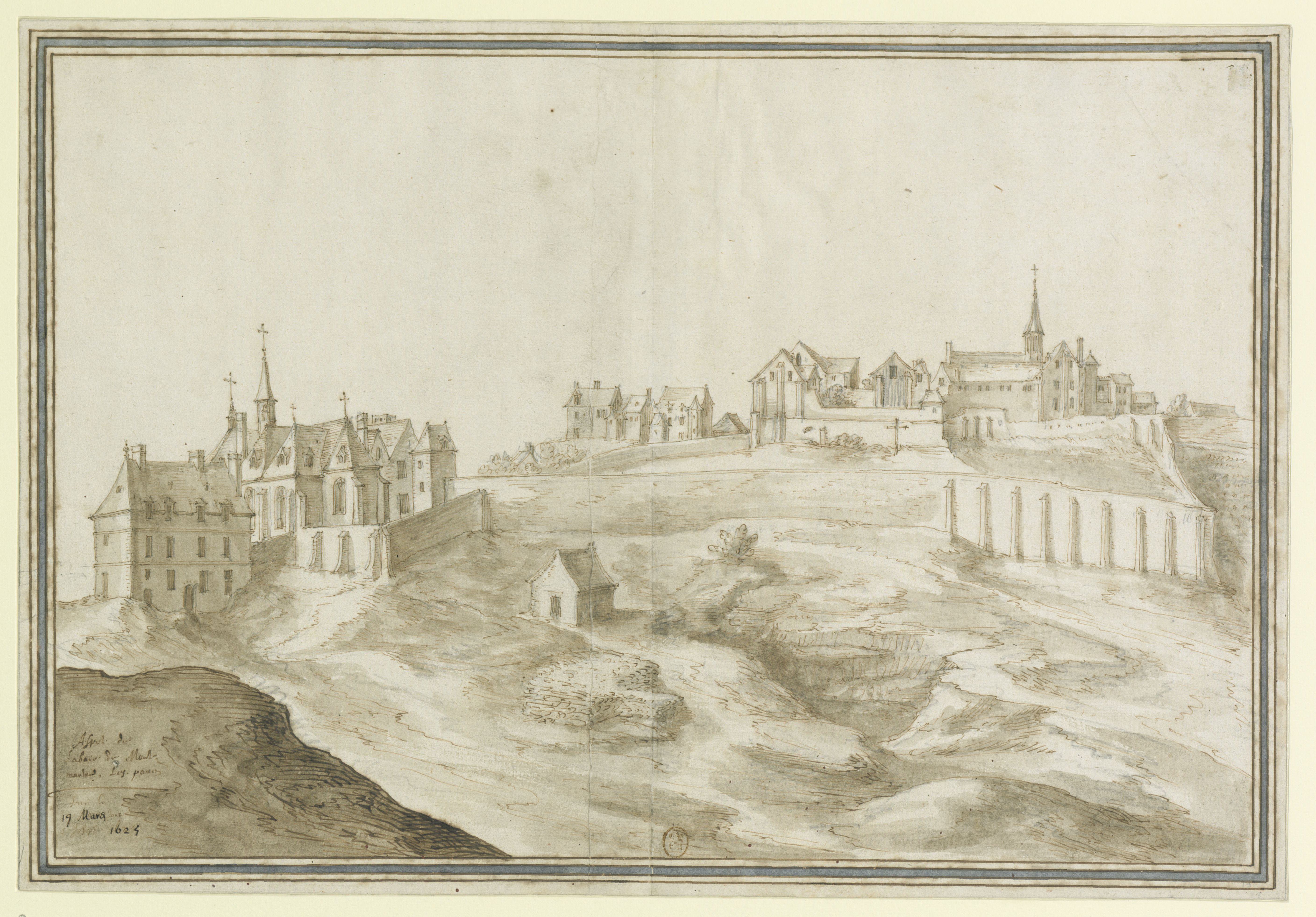
Die Abbaye d’en haut und das Priorat 1625
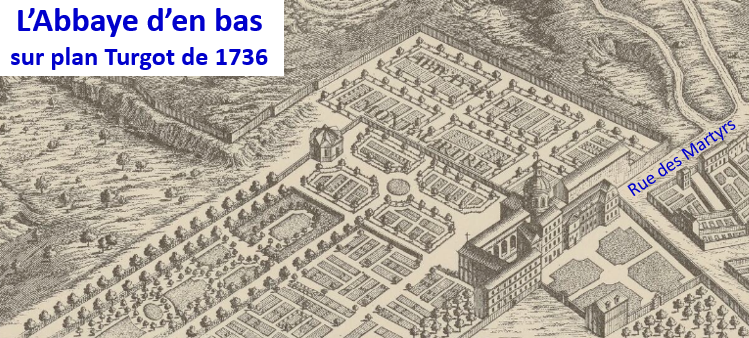
Die Abbaye d’en bas und ihre Gärten auf dem Plan von Turgot von 1736

## Geschichte
Die Abtei von Montmartre bestand aus zwei aufeinanderfolgenden Niederlassungen: der oberen Abtei (L’Abbaye d’en haut), die 1133 von König Ludwig VI. errichtet und 1686 aufgegeben wurde, und der unteren Abtei (L’Abbaye d’en bas), die sie ersetzte und 1794 zerstört wurde.

### L’Abbaye d’en haut
Im 7. Jahrhundert existierte auf dem Montmartre-Hügel ein Weiler um eine Kapelle herum. Im Jahr 835 mussten die Balken der Kapelle ausgetauscht werden, da sie von Würmern zerfressen wurden. Im Jahr 1096 erhielten die Mönche des Priorats Saint-Martin-des-Champs diese Kapelle auf dem Gipfel des Hügels und die kleine Chapelle du martyrium, die um das 9. Jahrhundert herum auf halbem Hang errichtet wurde, am mutmaßlichen Ort der Enthauptung des Dionysius von Paris (Saint Denis), ungefähr an der Kreuzung der heutigen Rue des Martyrs und der Rue Yvonne Le Tac.
1133 gründete Ludwig VI. auf Wunsch seiner Frau, Königin Adelheid, ein Frauenkloster, nachdem er mit den Mönchen des Priorats Saint-Martin-des-Champs deren Besitz in Montmartre gegen die Kirche Saint-Denis-de-la-Chartre getauscht hatte. Er ließ auf dem Gipfel des Hügels eine Kirche und ein Kloster errichten, das von Benediktinerinnen der Abtei Saint-Pierre-les-Dames in Reims betreut wurde, die dort gerade gegründet worden war. Die Königin starb am 18. November 1154 und wurde vor dem Hauptaltar der Kirche Saint-Pierre beigesetzt.
Mit Sitz auf dem Montmartre-Hügel wurde die Abtei bei ihrer Gründung mit landwirtschaftlichen Flächen in der Umgebung, einem Weiler, frühchristlichen Überresten, der Kirche Saint-Pierre de Montmartre, einer antiken Nekropole auf halbem Hang des Hügels und einer kleinen Kapelle, die dem Martyrium von Saint-Denis geweiht war, dem Sanctum Martyrium, ausgestattet. Die Gebäude bildeten zusammen mit den Gärten und Weinbergen ein 13 Hektar großes Ensemble.
Die Ordensgemeinschaft bestand aus der Äbtissin, einer Dame du lieu, und etwa 55 Nonnen, einschließlich der Laienschwestern, und verfügte über eine Rente von 30.000 Livres. Die Herrschaft hatte die hohe, mittlere und niedere Gerichtsbarkeit, bis Ludwig XIV. 1674 alle besonderen Gerichtsbarkeiten in Paris abschaffte. Bis zu diesem Zeitpunkt verfügte die Äbtissin über einen Vogt, Prokuratoren, Gerichte und ein Gefängnis. Ab diesem Zeitpunkt wurde die Gerichtsbarkeit der Abtei nur noch innerhalb ihrer Umfriedung ausgeübt.
Die Chapelle du Martyrium wurde 1134 neu errichtet. Sie bestand damals aus einer Krypta, unter der sich eine Gruft befand, die über eine Treppe mit 60 Stufen erreichbar, aber nach einem Einsturz unzugänglich geworden war. Auf Bitten von König Ludwig VI. und seiner Frau Adelheid bestätigte Papst Innozenz II. im Oktober 1136 die Regel und die Besitzungen des Klosters. Am Ostermontag, dem 11. April 1147, weihte Papst Eugen III., begleitet von zahlreichen Prälaten und Persönlichkeiten wie Bernhard von Clairvaux und Petrus Venerabilis, die Kirche Saint-Pierre de Montmartre. Angesichts der Anziehungskraft, die das Kloster auf junge Frauen ausübte, sah sich König Ludwig VII. bereits im Jahr 1175 gezwungen, die Zahl der Nonnen auf 60 zu begrenzen.
Am 15. August 1534 legten in dieser Kapelle Ignatius von Loyola, damals Professor für Philosophie am Collège de Beauvais, Pierre Favre, ein Priester aus Savoyen, der Navarrese Franz Xaver, die Spanier Alfonso Salmerón, Diego Laínez und Nicolás Bobadilla sowie der Portugiese Simão Rodrigues das „Gelübde der Armut, der Keuschheit, sich nach Jerusalem einzuschiffen und sich auf dem Rückweg mit Gottes Hilfe dem Heil der Ungläubigen zu widmen, nicht weniger als dem Heil der Gläubigen durch Predigt, Beichte und Verwaltung der Eucharistie, ohne irgendeine Vergütung zu erhalten“, ab, bevor sie zur Kommunion gingen. Sie nannten diesen Orden 1537 Gesellschaft Jesu, die 1540 durch eine Päpstliche Bulle von Paul III. genehmigt wurde.
Nach einem Großbrand im Jahr 1559 wurde die Abtei zum größten Teil wieder aufgebaut.
Während der Belagerung von Paris im Jahr 1590 war die Abtei moralisch so nachlässig, dass sie von den Parisern als Magasin des putes de l’armée (Hurenladen der Armee) bezeichnet wurde, wobei unklar ist, ob die Nonnen nur dem Beispiel der Liaison zwischen der Äbtissin Claude de Beauvilliers und König Heinrich IV. gefolgt waren, oder ob die Sitten im Kloster bereits vorher gelitten hatten. Erst nachdem Marie de Beauvilliers, die Schwester von Claude de Beauvilliers, 1598 zur Äbtissin ernannt worden war, wurde wieder Ordnung in die Gemeinschaft gebracht

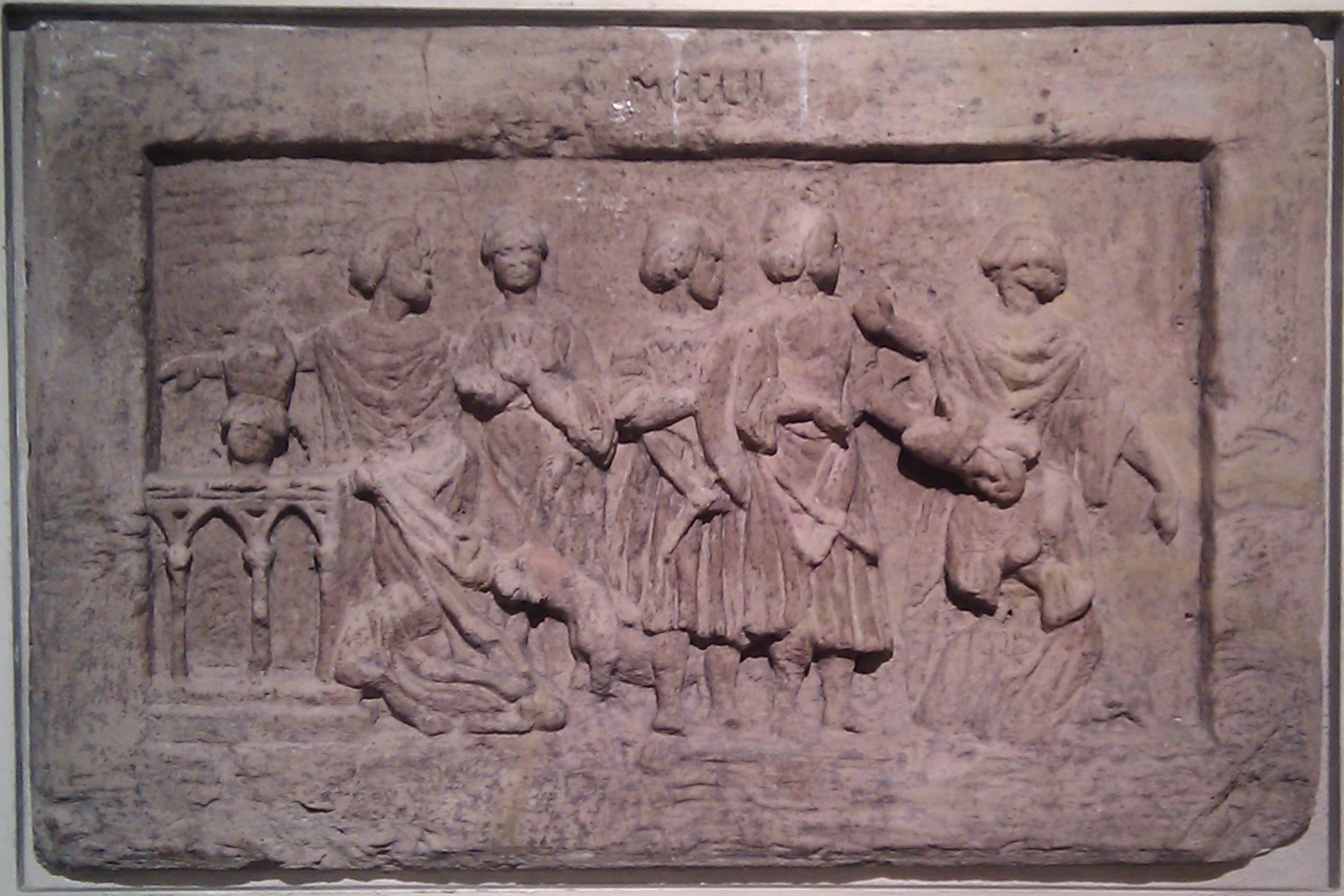
Das Martyrium des hl. Dionysius (Saint Denis) (1252), Paris, Krypta des Martyriums des hl. Dionysius. Flachrelief wahrscheinlich aus der ehemaligen Abtei von Montmartre

Im Jahr 1611 wurde bei Arbeiten in der Chapelle du Martyrium de Saint Denis auf halbem Hang des Hügels eine Treppe wiederentdeckt, an deren Ende sich eine gewölbte Gruft mit einigen eingravierten Inschriften befand, und interpretierte dies als den Ort, an dem der heilige Dionysius sein Martyrium erlitten hatte. Die Kapelle entwickelte sich erwartungsgemäß zu einem bedeutenden Pilgerort – und die Äbtissin Marie de Beauvilliers nutzte die Beliebtheit der Pilgerstätte, um Spenden zu sammeln, mit denen sie 1622 die Kapelle in ein Priorat umwandeln konnte, in dem sich erst einmal zehn Nonnen niederließen. Eine 400 m lange überdachte Galerie wurde ungefähr an der Stelle der heutigen Rue Drevet gebaut, um das Priorat mit der oberen Abtei zu verbinden.
In seinem 1681 veröffentlichten Buch Le Cœur admirable de la très sacrée mère de Dieu berichtet Jean Eudes, dass die Abtei Maria geweiht ist, „weil sie Notre-Dame de Montmartre heißt“, und dass die Äbtissin Françoise-Renée de Lorraine dort das „Fest des heiligsten Herzens der glorreichen Jungfrau Maria“ einführen ließ, das an jedem 8. Februar gefeiert wird.

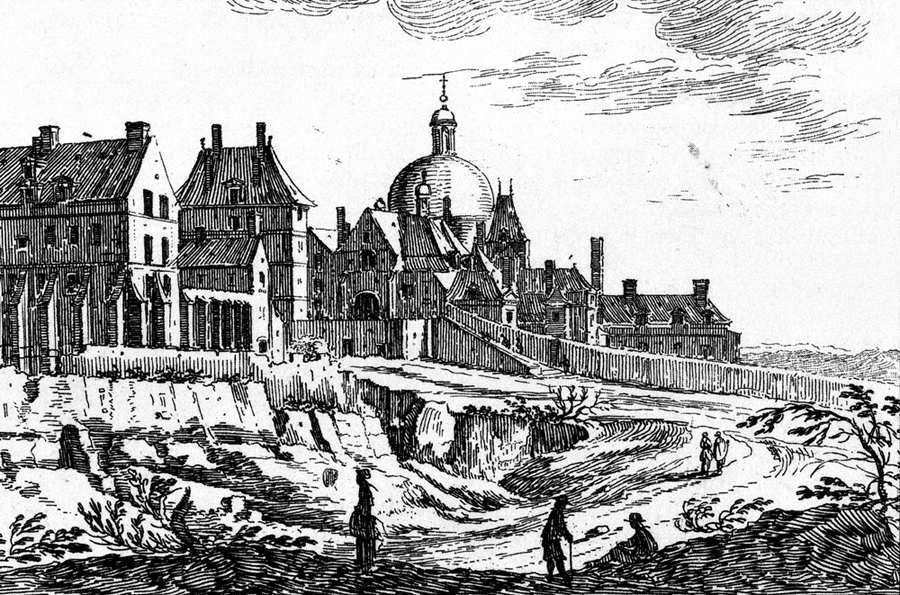
Veue des Martyres de Mont-Martre proche Paris (Kupferstich von Israël Silvestre (1621–1691) aus dem 17. Jahrhundert)

### L’Abbaye d’en bas
Im Jahr 1686 zog die gesamte Abtei in neue Gebäude um, die um das Priorat herum errichtet worden waren. Der Kreuzgang der oberen Abtei wurde abgerissen und die sehr baufälligen Gebäude dienten nur noch als Lager für Getreide und Futtermittel. Die Nonnen kamen allerdings weiterhin zum Beten in den Teil der Kirche Saint-Pierre hinauf, den sie sich selbst vorbehielten: den Chor und die ersten drei Joche, den Chœur des Dames, während der andere Teil für den Pfarrgottesdienst verwendet wurde. Der Kreuzgangweg (die überdachte Galerie) ist erhalten geblieben.
Die untere Abtei umfasste eine Kapelle unter einer Kuppel, in der Reliquien, ein Stück des Gewandes Christi und die Gebeine mehrerer Heiliger ausgestellt waren, sowie den Kreuzgang in Richtung der Spitze des Hügels.

## Zerstörung
Die Abtei wurde 1790 geschlossen. Ihr gesamter Besitz, bestehend aus der unteren Abtei, den Überresten der oberen Abtei, der überdachten Galerie, die sie verband, den Gärten, den Steinbrüchen und dem Ackerland, das sich auf der Südseite des Hügels erstreckte, wurde im Mai 1794 in zehn Losen verkauft, wobei die meisten Käufer Maurer, Bauunternehmer und Steinbrucharbeiter waren. Ein Bauunternehmer erwarb Los 1, das die Gebäude des unteren Klosters um die Krypta des Sanctum Martyrium umfasste, und machte alles dem Erdboden gleich, um einen Gipssteinbruch zu graben, der später zugeschüttet wurde, um Straßen anzulegen, hauptsächlich die Place des Abbesses, die Rue Antoinette (die heutige Rue Yvonne Le Tac), und den nördlichen Teil der Rue des Martyrs, und um Häuser zu bauen. Auch die Galerie zwischen den beiden Abteien wurde von den Steinbrucharbeitern zerstört. Die Kirche Saint-Pierre, eine Pfarrkirche, die nicht im Verkauf von 1794 enthalten war, ist das einzige Überbleibsel der ehemaligen Abtei.
In Paris wurden der Place des Abbesses und die gleichnamige Metrostation nach den 46 Äbtissinnen benannt, die die Abtei leiteten. Auch Straßen, die zur ehemaligen Abtei führten, wie die Rue Catherine-de-La-Rochefoucauld, oder in der Nähe der Abtei lagen, wie der Boulevard Marguerite-de-Rochechouart und die Rue Marie-Éléonore-de-Bellefond, wurden in dieser Weise benannt.

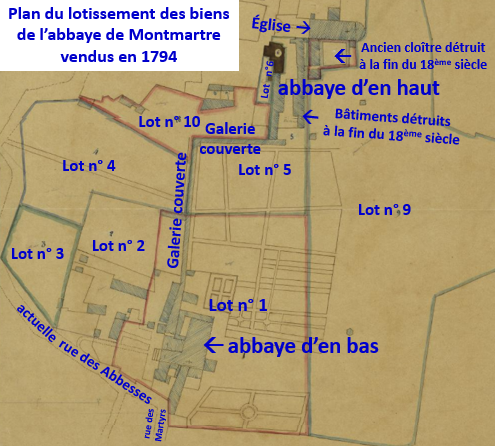
Aufteilung der Güter der Abtei von Montmartre im Jahr 1794.
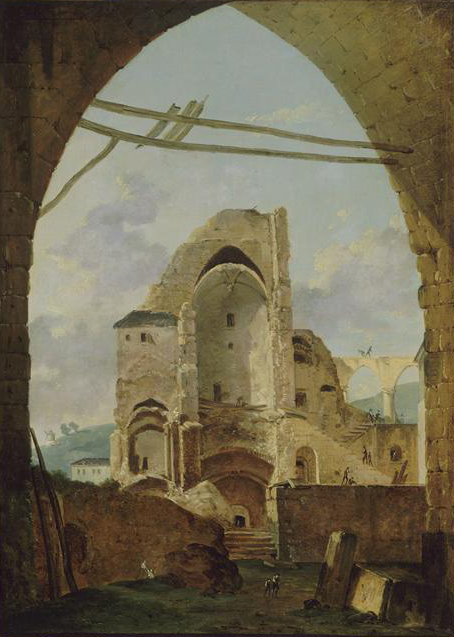
Der Abriss der Abtei Montmartre, Gemälde von Louis-Gabriel Moreau

## Einzelne Gebäudeteile

### Gefängnis
Das Gefängnis der Abtei befand sich in der Rue de la Heaumerie und in der Sackgasse, die For-aux-Dames genannt wurde. Die Nonnen hatten dort ihr Auditorium und ihr Gefängnis, das ihnen als Inhaberinnen der Gerichtsbarkeit zustand.

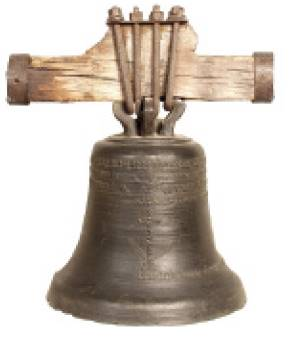
Glocke der Abtei Montmartre (1623), Bronze, 63 cm, Paris, Kirche Saint-Pierre de Montmartre

### Die Glocke desSanctum Martyrium
Die Geschichte von Montmartre reicht bis zu den Ursprüngen von Paris zurück. Einige Werke, die sich im Besitz der Société du Vieux Montmartre befinden, zeugen von dieser Vergangenheit. Im Jahr 2007 erwarb die Gesellschaft die Glocke, die über der Kapelle der unteren Abtei, dem Sanctum Martyrium, hing. Die Glocke aus dem Jahr 1623 war von der Äbtissin Marie de Beauvilliers in Auftrag gegeben worden, ging beim Abriss in dem Steinbruch, der an dieser Stelle ausgehoben wurde, verloren und wurde 1880 wiedergefunden. Sie befindet sich heute im Chor der Kirche Saint-Pierre de Montmartre.

### Liste der Äbtissinnen von Montmartre
Die folgenden Informationen stammen hauptsächlich aus: Henri Chateau, Montmartre, Paris, Éd. Bibliothèque nationale de France, Collection e-books, 2016
1. 1134–1137: Adelheid von Savoyen
2. 1137–1153: Christine de Courtebrone, erhielt 1147 den Besuch von Papst Eugen III.
3. 1153–1174: Adèle, † 1174
4. 1179–1195: Élisabeth, † Januar 1199
5. 1207–1216: Édeline
6. 1218–1231: Hélisende oder Héloïse I., die wegen der Winterkälte den Nonnen erlaubte, gefütterte Stiefel zu tragen
7. 1239–1247: Pétronille I.
8. 1247–1260: Agnès I.
9. 1260–1264: Émeline, 1260 bezeugt
10. 1264–1270: Hélisende II.
11. 1270–1280: Mahaut du Fresnoy, deren Grabstein sich in der Kirche befindet
12. 1280–1281: Alix de Don[15], † am ersten Tag der Fastenzeit 128
13. 1281–1299: Adeline d’Ancilly, † 1300
14. 1299–1305: Philippa de Clérambault
15. 1305–1317: Ada de Mincy, † am Tag des heiligen Kosmas 1317
16. 1317–1320: Jeanne I. de Repenti (Repentino)[16]
17. 1329–1348: Jeanne II. de Valengoujard
18. 1348–1376: Jeanne III. de Mortéri[17]
19. 1376–1377: Isabelle de Rieux
20. 1377–1384: Rothberge de Nantilly
21. 1384–1398: Isabelle de Rieux (2. Mal)
22. 1398–1429: Jeanne IV. du Coudray,[18] † 1426
23. 1429–1434: Simone d’Herville, † 1434
24. 1436–1462: Agnès II. des Jardins
25. 1462–1477: Pétronille II. de La Harasse, † 1477
26. 1481–1503: Marguerite I. Langlois, † 1503
27. 1503–1510: Marie I. Cornu, aus der Abtei Les Fontaines (Orden von Fontevrault), wurde vom Bischof von Paris eingesetzt, um die Abtei Montmartre zu reformieren
28. 1510–1515: Martine du Moulin, zog sich 1515 zurück, † 1535; verwandt mit der Familie du Moulin, den Herren von Fontenay en Brie, Servon usw.; sie regierte bis zu ihrem Tode im Alter von 86 Jahren; sie war Nonne in Chelles gewesen, bevor sie für drei Jahre Äbtissin in Montmartre wurde
29. 1515–1518: Claude I. Mayelle, † 1518
30. 1519–1526: Antoinette Auger, gewählt 1519
31. 1526–1532: Catherine I. de Charran
32. 1532–1539: Antoinette Auger, sie wurde wiedergewählt und starb 1539; erhielt am 15. August 1534 den Besuch von Ignatius von Loyola und dessen Gefährten
33. 1540–1540: Jeanne V. Lelièvre, † 30. März, bestattet neben Antoinette Auger
34. 1540–1542: Marie II. Cathin
35. 1542–1548: Marguerite II. de Havard de Sénantes, Tochter von Jacques, Seigneur de Sénantes, † 18. Juli 1552
36. 1548–1589: Catherine II. de Clermont, Nichte von Diane de Poitiers, von König Heinrich II. ernannt, † 15. September 1589 (Haus Clermont)
37. 1589–1590: Claude II. de Beauvilliers, Mätresse des Königs Heinrich IV., dann Äbtissin von Pont-aux-Dames
38. 1590–1598: Catherine III. de Havard de Sénantes
39. 1598–1657: Marie-Catherine de Beauvilliers de Saint-Aignan (1574–1657), Schwester von Claude II., ernannt am 7. Februar 1598, † 21. April 1657
40. 1657–1682: Françoise-Renée de Guise, Tochter von Charles de Lorraine, Duc de Guise, und Henriette Catherine de Joyeuse, † 5. Dezember 1682; zuvor Äbtissin von Saint-Pierre-les-Dames in Reims im Jahr 1639, wurde am 31. Juli 1644 nach Saint-Pierre de Montmartre versetzt, wo sie am 5. Dezember 1682 im Alter von 61 Jahren starb; sie war die Nichte der Äbtissin Renée II. von Lothringen; zu ihren Nonnen gehörte Elisabeth Le Coq[19]
41. 1683–1699: Marie-Anne de Lorraine-Harcourt (1657–1699), Tochter von de François Louis de Lorraine (1623–1694), und Anne d’Ornano, Äbtissin im März 1683, † 29. Oktober 1699
42. 1699–1717: Marie III. Éléonore Gigault de Bellefond, sie übernahm die Leitung der Abtei am 24. Dezember 1699, † 17. August 1717
43. 1717–1727: Marguerite III. de Rochechouart de Montpipeau, empfangen am 14. Februar 1718, † 22. Oktober 1727
44. 1727–1731: Louise-Émilie de La Tour d’Auvergne, Tochter von Frédéric-Maurice de La Tour d’Auvergne und Franziska von Hohenzollern-Hechingen, zuvor 20 Jahre Äbtissin von Villers-Cotterêts, zog sich 1731 zurück, † Juni 1737
45. 1731–1760: Catherine IV. de La Rochefoucauld de Cousage, zuvor Äbtissin von Saint-Jean-Baptiste de Duno bei Orléans, ernannt am 8. Juli 1731, † 11. September 1760
46. 1760–1790: Marie-Louise de Montmorency-Laval (1723–1794), sie wurde am 31. März 1723 geboren und war zunächst Nonne in der Abtei Saint-Julien-du-Pré in Le Mans, bevor sie die Leitung der Abtei Montmartre übernahm; sie war die Patin der neuen Glocke der alten Kirche Saint-Gilles in Bourg-la-Reine, dessen Grundherrin sie war; am 19. August 1792 wurde sie zusammen mit den anderen Nonnen aus der Abtei vertrieben und am 24. Juli 1794 als „eine der grausamsten Volksfeinde [...] beschuldigt, mit den Verschwörern jenseits des Rheins Kontakte unterhalten zu haben“ zum Tode verurteilt. Sie war gelähmt, taub und blind, als sie von Fouquier-Tinville zum Tode verurteilt wurde, und wurde am 8. Thermidor An II (26. Juli 1794) guillotiniert.[6]

### Sonstige Personen
- Marguerite le Jongleux, Nonne in Montmartre und dann Äbtissin der Abtei Le Val profond in Bièvres von 1541 bis 1545, von der heute nur noch Reste der Gebäude existieren,[20] sowie die Reste der Grabplatte dieser aus Paris stammenden Äbtissin, die aus der Abtei Montmartre kam, um an der Reform der Abtei Bièvres zu arbeiten; sie trat zurück und blieb bis zu ihrem Tod Mère antique
- Anne Brûlart und ihre Schwester Catherine, Nonnen um 1550, beide in der Abtei gestorben, ebenso wie ihre Kusine Marie, Tochter von Pierre II. (Brûlart)
- Heinrich IV. richtete hier während der Belagerung von Paris im Jahr 1590 sein Hauptquartier ein und wurde der Liebhaber der Äbtissin.
- Catherine de Bar (1614–1698), die spätere Mère Mechtilde, Gründerin der Benediktinerinnen vom Heiligsten Sakrament; aus dem Benediktinerinnenkloster Rambervillers verjagt, fand sie Zuflucht in Montmartre am 21. August 1641
- In dem Prozess, der 1629/30 zwischen der Äbtissin und dem Erzbischof von Paris geführt wurde, waren auch die folgenden Nonnen Berufungsklägerinnen: Denise de Murat als Priorin des Priorats Notre-Dame de Grâce; Madeleine Morin, genannt de Saint-Joseph; Louise de Pierrevive, genannt de Sainte-Catherine; Catherine Boursier, genannt de Saint-André; Clémence Chamoy, genannt de Saint-Bernard; Anne de Chandieu, genannt de Saint-Charles.
- Anne-Berthe de Béthune (1637–1689),[21] kam unter dem Abbatiat von Marie de Beauvilliers nach Montmartre, bevor sie 1659 als Äbtissin von Saint-Corentin im Bistum Chartres und 1669 Äbtissin der Abtei Beaumont wurde, sie war mit Catherine de Bar befreundet.[22]
- Renée de Vanssay und Catherine Mesmin, die von ihrer Oberin auf Bitten von Guillaume Le Gouverneur, Bischof von Saint-Malo, im Jahr 1621 geschickt wurden, um die Leitung des neuen Klosters Notre-Dame-de-la-Victoire in Saint-Malo zu übernehmen; im Jahr 1621 wurde Renée de Vanssay die erste Priorin.
- Um 1720 Claude-Madeleine d’Illiers, Nonne in Montmartre, dann Äbtissin der Abtei Saint-Jean-le-Grand in Autun, ernannt am 26. März 1721.[23]

### Bestattungen
In beiden Abteien, der Abbaye d’en Haut und der Abbaye d’en Bas, wurden Äbtissinnen und Nonnen beigesetzt, erstere mit wenigen Ausnahmen unter dem Boden des Chors und die Nonnen entweder im Garten (dem heutigen Jardin du Calvaire), in der Kirche oder in der Gruft unter der Apsis. Um Platz zu schaffen, wurden die ältesten Gräber gehoben und die Gebeine auf den Dachboden der Kirche oder unter die Dächer der Seitenschiffe gebracht.
- Grabsteine von Adelheid von Savoyen, Mahaut du Fresnoy, Antoinette Auger, Catherine de La Rochefoucault de Cousage, Marguerite de Mincy, Marie de Beauvilliers, die alle in der Abbay d’en haut (Kirche Saint-Pierre de Montmartre) begraben sind.
- Antoine de Boësset (1587–1643), Gesangsmeister der Nonnen der Abtei[24].
- Mademoiselle Camille (1735–1768), Schauspielerin der Comédie-Italienne[24]
- Jacques Dufossé († 1702), Seigneur de Watteville
- Pierre Forget de Fresnes († 1610), Schwager der Äbtissinnen Claude und Marie de Beauvilliers[24]
- François Gaillard de La Bouëxière († 1773), Fermier général[24]
- Maximilien-Emmanuel de Watteville († 1779), Marquis de Conflant et d’Illiers, Comte de Busselin, Baron de Châteauvilain, Foncine, Sirod et du Chêne-Doré, Seigneur de Chargey et Dompierre. Ehemann von Marie-Louise Rosalie Phélypeaux (1714–1780)[24]
- Das Herz von Marguerite de Lorraine, Ehefrau von Gaston d’Orléans (1608–1660), Bruder Ludwigs XIII.[24]

## Besitz und Einkommen

### Pfarrei Montmartre
Die Pfarrei von Montmartre erstreckte sich weit über den Hügel hinaus:
- im Süden bis zur Rue Saint-Lazare, der Rue de La Rochefoucauld, der Rue La Bruyère, der Rue Notre-Dame-de-Lorette, der Rue Lamartine und der Rue Bleue
- im Osten bis zur Rue du Faubourg-Poissonnière, der Rue Christiani und der Rue de Clignancourt
- im Westen bis zur Rue Carpeaux, der Rue Ganneron der Rue Cavallotti, der Rue Forest und der Rue Blanche
- im Norden bis zur Rue Custine der Rue Francœur und der Rue Marcadet

So umfasste sie die Stadtviertel Les Porcherons und La Nouvelle France und seit 1669 auch die Herrschaft Clignancourt.

### Bedeutende Grundherrschaften
- Die Herrschaft Bercy, genannt Percy (oder Perci) in einer Schenkungsurkunde von Ludwig VI. an die Abtei von Montmartre, wo es als „Insula Berciliis“ erwähnt wird.[26]
- Die Herrschaft Bourg-la-Reine, die Ludwig VI. im Oktober 1132[27] den Damen von Montmartre schenkte[28]
- Das Land Barbery mit der Gerichtsbarkeit und dem Distrikt, das von Königin Adelheid von Savoyen geschenkt wurde, was 1154 von ihrem Sohn Ludwig VII. bestätigt wurde.[29] Das Parlement de Paris anerkannte am 13. November 1272 der Abtei auf dieser Grundlage das Recht auf die hohe Gerichtsbarkeit[30]

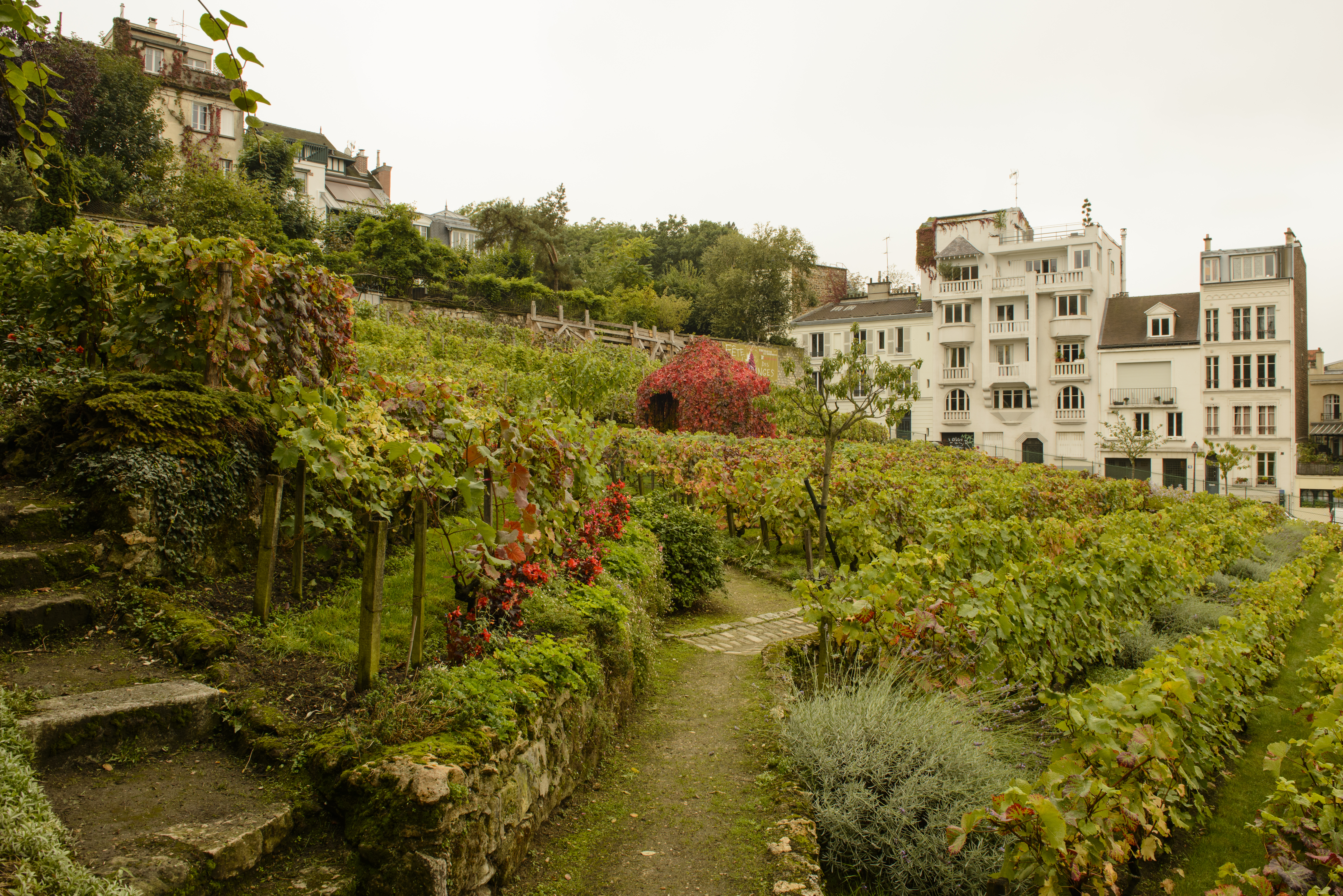
Der Weinberg des Montmartre (Vigne de Montmartre) – alles, was von der Abtei übrig geblieben ist